# Тіт Квінкцій Цинциннат Капітолін
Тіт Кві́нкцій Цинциннат Капітолі́н (лат. Titus Quinctius Cincinnatus Capitolinus; ? — після 380 до н. е.) — політичний, державний та військовий діяч Римської республіки, військовий трибун з консульською владою (консулярний трибун) 388, 385 (?) і 384 років до н. е., диктатор 380 року до н. е., начальник кінноти 385 року до н. е.

## Життєпис
Походив з патриціанського роду Квінкціїв. Про батьків та молоді роки відомостей не збереглося.
У 388 році до н. е. його було обрано військовим трибуном з консульською владою разом з Квінтом Сервілієм Пріском Фіденатом, Луцієм Юлієм Юлом, Луцієм Аквілієм Корвом, Луцієм Лукрецієм Триципітіном Флавом, Сервієм Сульпіцієм Руфом. На цій посаді воював проти етрусків та еквів. Водночас протистояв прийняттю аграрних законів на користь плебеїв.
У 385 році до н. е. диктатор Авл Корнелій Косс призначив Цинцінната своїм заступником, начальником кінноти, під час війни з вольсками, латинами, герніками. Можливо за Тітом Лівієм того року він був ще й обраний військовим трибуном з консульською владою, хоча в інших джерелах про це згадки немає.
У 384 році до н. е. його вдруге було обрано військовим трибуном з консульською владою разом з Сервієм Корнелієм Малугіненом, Публієм Валерієм Потітом Публіколою, Сервієм Сульпіцієм Руфом, Гаєм Папірієм Крассом, Марком Фурієм Каміллом. Разом із своїми колегами протидіяв планам Марка Манлія Капітоліна щодо отримання влади. Був серед тих, хто сприяв засудженню останнього до страти.
У 380 році до н. е. його було призначено диктатором для війни проти латинян та герніків, а також з містом Пренеста. Цинциннат зі своїм заступником — начальником кінноти Авлом Семпронієм Атратіном розбив ворога на річці Алія, після чого захопив у нього 9 міст, тим самим змусивши супротивників Риму укласти мирну угоду.
Подальша доля Тіта Квінкція Цинцінната Капітоліна невідома.

## Родина
- Син Тіт Квінкцій Пен Капітолін Криспін, консул 354 року до н. е.